# El sexto sentido
El sexto sentido è il nono album in studio della cantante messicana Thalía, pubblicato nel 2005.

## Tracce
1. Amar sin ser amada – 3:32 (Estéfano, José Luis Pagán)
2. Seducción – 4:02 (Estéfano, José Luis Pagán)
3. Un sueño para dos – 4:00 (Estéfano, José Luis Pagán)
4. Sabe bien – 4:14 (Estéfano, Julio C. Reyes)
5. 24000 besos (24000 baci) – 3:20 (testo: Estéfano, José Luis Pagán – musica: Adriano Celentano, Lucio Fulci, Piero Vivarelli)
6. Olvídame – 4:10 (testo: Estéfano – musica: Julio C. Reyes)
7. No puedo vivir sin ti – 4:20 (Estéfano, José Luis Pagán)
8. Un alma sentenciada – 3:42 (Estéfano, José Luis Pagán)
9. No me voy a quebrar – 3:52 (Estéfano, José Luis Pagán)
10. Loca – 4:27 (testo: Estéfano – musica: Estéfano, José Luis Pagán)
11. Empezar de "0" – 3:14 (Thalía)
12. Amor prohibido – 3:02 (A.B. Quintanilla III, Pete Astudillo)
13. You Know He Never Loved You (Amar sin ser amada) – 3:35 (testo: Thalía – musica: Estéfano, José Luis Pagán)
14. Seduction (Seducción) – 4:06 (testo: Thalía, Alexandra Taveras, Sheppard – musica: Estéfano, José Luis Pagán)
15. A Dream for Two (Un sueño para dos) – 3:59 (testo: Thalía, Alexandra Taveras, Sheppard – musica: Estéfano, José Luis Pagán)

## Classifiche
| Paese                        | Posizione massima |
| ---------------------------- | ----------------- |
| Argentina                    | 2                 |
| Spagna                       | 41                |
| Stati Uniti Latin Pop Albums | 2                 |